# Île Zavadovskiy
L'île Zavadovskiy, également connue sous le nom d'île Penguin, est une île couverte de glace de la barrière ouest près de l'Antarctique. Son sommet culmine à 200 mètres. 
Elle est située à 19 kilomètres à l'est de île Mikhaylov (en). L'île a été découverte par l'expédition soviétique de 1956 qui l'a nommé d'après Ivan Zavadovsky (ru), commandant en second du sloop de guerre de la marine impériale russe Vostok lors de l'expédition de Bellingshausen en 1819-1821.
Une station de terrain temporaire nommée Droujba (ru) a été ouverte du 20 mai au 6 août 1960 sur l'île par l'Union soviétique pour étudier les conditions météorologiques.